# Joseph-Octave Samson
Pour les articles homonymes, voir Joseph Samson.
Joseph-Octave Samson, né le 9 janvier 1862 à Saint-Isidore-de-Dorchester et mort le 10 décembre 1945 à Québec, est un homme politique québécois. Il est maire de Québec de 1920 à 1926 et député de Québec-Centre à l'Assemblée législative du Québec de 1927 à 1935.

## Biographie

### Jeunesse et études
Fils de Claude Samson et de Marie Fecteau, il a étudié à l'école paroissiale de Saint-Isidore, à l'école Saint-Jean-Baptiste de Québec, au collège Sainte-Marie-de-Beauce et à l'Académie commerciale de Québec. Il a épousé Fébronie Émond, fille de Jean-Baptiste Émond et d'Hortense Lévesque dans la paroisse Notre-Dame de Québec, le 26 janvier 1885. Le couple a eu plusieurs fils, dont le ministre Wilfrid Samson.

### Carrière commerciale
Il exerça le métier de commis dans une quincaillerie de Québec en 1879. S'associa à M. Onésime Filion, en 1887, pour fonder la Samson et Filion Hardware Co. Il fut également président de la compagnie Charles A. Julien de Pont-Rouge. Vice-président de la Compagnie industrielle de Chicoutimi et de la Standard Paper Box de Montréal. Directeur de la compagnie Desjardins de Saint-André-de-Kamouraska. Fondateur de la compagnie La Gaspésienne qui deviendra par la suite la Cie du poisson de Gaspé ltée. S'occupa également du développement de différentes industries telles que la pulpe et le bois de fuseau dans Charlevoix, le Saguenay et le Lac-Saint-Jean.
Il fut également propriétaire de plusieurs manufactures œuvrant entre autres dans le domaine des sports d'hiver (patin, raquette, ski, etc.). Il fonda Le Château Champlain au coût de près de 300 000 $ (de 1920) et était propriétaire de biens immobiliers de plus de 350 000 $ (de 1920).
Élu vice-président de l'Association des municipalités canadiennes en 1934. Membre du bureau des gouverneurs de l'université Laval. Membre de la Chambre de commerce de Québec, de la Commission de l'Exposition de Québec, des Chevaliers de Colomb, du Club de réforme et du Club Kiwanis.

### Carrière politique
Échevin du quartier Saint-Pierre au conseil municipal de Québec de 1904 à 1906 et de 1908 à 1910, et maire de 1920 à 1926. Commissaire d'école à Québec.
Il a représenté la circonscription de Québec-Centre à l'Assemblée législative du Québec de 1927 à 1935, sous la bannière du Parti libéral du Québec.
Samson est décédé à l'âge de 83 ans et 11 mois, le 10 décembre 1945. Il est inhumé à Québec, dans le cimetière Saint-Charles, le 13 décembre 1945.

## Honneurs
- Le pont-tunnel Joseph-Samson dans la ville de Québec a été nommé en son honneur.
- La Côte de la potasse , dans la ville de Québec, portait auparavant le nom de Côte Samson en son honneur de, 1922 à 1996.
- Dans la ville de Québec, la rue de Beauharnois portait auparavant le nom de rue Samson environ entre 1910 et 1917.